# Bataille de Magersfontein
Seconde guerre des Boers
Batailles
Raid Jameson (décembre 1895 - janvier 1896)
- Doornkop

Front ouest (octobre 1899 - juin 1900)
- Kraaipan
- Belmont
- Graspan
- Modder River
- Stormberg
- Magersfontein
- Kimberley
- Paardeberg
- Poplar Grove
- Driefontein
- Sand River
- Mafeking
- Doornkop
- Biddulphsberg
- Lindley
- Diamond Hill

Front est (octobre 1899 - août 1900)
- Talana Hill
- Elandslaagte
- Rietfontein
- Bataille de Ladysmith
- Colenso
- Spion Kop
- Vaal Krantz
- Siège de Ladysmith
- Libération de Ladysmith
- Bergendal

Raids et guérillas (mars 1900 - mai 1902)
- Sanna's Post
- Mostertshoek
- Jammerbergdrift
- Roodewal
- Bothaville
- Leliefontein
- Nooitgedacht
- Vlakfontein
- Groenkloof
- Elands River
- Bloedrivier Poort
- Bakenlaagte
- Groenkop
- Tweebosch
- Rooiwal

La bataille de Magersfontein est la deuxième bataille de la semaine noire de la seconde guerre des Boers. Elle se déroula le 11 décembre 1899 à Magersfontein (en), à proximité de Kimberley aux frontières de la colonie du Cap et de l'État libre d'Orange. Le général Piet Cronje et ses troupes boer vainquirent les troupes de l'Empire britannique commandées par Lord Methuen.

## Rétroactes
Aux premiers jours de la guerre, les Boers avaient mis le siège autour de Kimberley, la capitale sud-africaine du diamant où Cecil Rhodes fut bloqué. Quand des renforts militaires importants arrivèrent en Afrique du Sud, ils furent envoyés sur plusieurs fronts. La 1st Infantry Division de Lord Methuen fut envoyée pour libérer Kimberley.
Ne pouvant disposer d'un transport sécurisé (les trains se trouvaient exposés au feu ennemi), Methuen décida de suivre la voie de chemin de fer vers le nord. Ils réussirent à repousser les Boers lors des batailles de Belmont et de Modder River, et se retrouvèrent à environ 25 kilomètres de Kimberley.
Le combat de Modder River força les deux adversaires à prendre du recul. Methuen dut reporter un éventuel passage de la rivière pour plusieurs jours en attendant du ravitaillement et des renforts, ainsi que la réparation du pont du chemin de fer (qui avait été détruit par les Boers). Ceci donna du temps au Boers pour se réorganiser et retrouver le moral. Il y eut des désaccords entre les orangistes de Martinus Prinsloo et les hommes du Transvaal de Piet Cronje et Koos de la Rey. Le président Martinus Theunis Steyn de l'État libre d'Orange convoqua un krijgsraad (conseil de guerre) encourageant les Boers à reprendre l'avantage.
Lors d'un deuxième conseil de guerre, De la Rey réussit à convaincre les Boers d'avancer des collines de Spytfontein, où ils décidèrent dans un premier temps de se poster, vers Magersfontein quelques kilomètres au nord de Modder River. De la Rey persuada aussi les Boers de ne pas occuper les collines de Magersfontein Hills, mais d'occuper des tranchées au pied des collines, ce qui permit au mieux de profiter des qualités de tir des fusils Mauser.
De la Rey lui-même partit peu après le conseil de guerre pour réconforter son épouse à la suite des funérailles de leur fils Adriaan, blessé mortellement par un obus lors de la bataille de Modder River.

## Préparation britannique

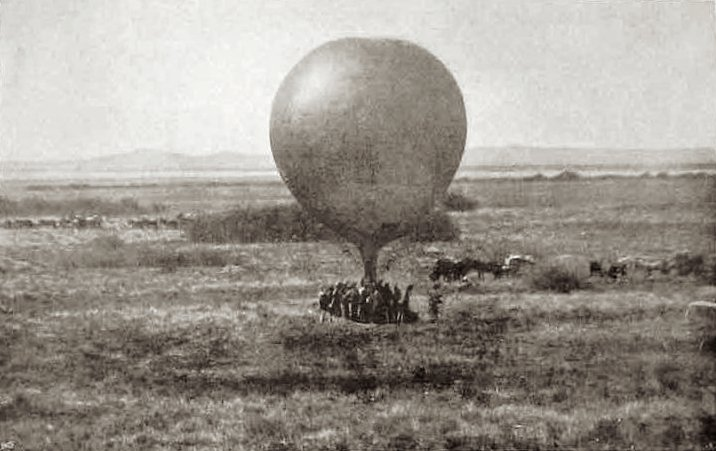
Ballon d’observation britannique lors de la bataille de Magersfontein

Methuen reçut le renfort de la Highland Brigade commandée par le Général Major Wauchope (en). Methuen avait envisagé d'envoyer les Highlanders au front en avance de nuit vers les lignes boers, pour lancer l'attaque à l'aube du 11 décembre. Il fit avancer l'artillerie en premier afin de lancer le bombardement préliminaire sur Magersfontein Hill. Les artilleurs ne savaient pas que les tranchées boers se trouvaient au pied de la colline, et non pas à flanc ou au sommet. Ils bombardèrent donc la colline elle-même, ne causant pratiquement aucun dégât aux Boers.
La brigade de Wauchope se mit en route après minuit le 10 décembre sous une pluie battante. La colonne était composée du 2nd Black Watch en tête, le 2nd Seaforth Highlanders, le 1st Argyll and Sutherland Highlanders et le 1st Highland Light Infantry en queue. Une marche de nuit suivie d'un déploiement en plaine pour entamer un assaut est une tactique britannique classique depuis la bataille de Tel el-Kebir en 1882, mais à Magersfontein, le terrain était particulièrement difficile, détrempé et encombré de pierres et buissons. La brigade arriva à peu près où cela avait été envisagé, mais il était déjà tard. Le guide de Wauchope, le Major Benson de la Royal Artillery, pressa son supérieur de rompre la formation de marche dite "quarter column" et de déployer la brigade en formation de combat, moins dense, sur la plaine avant l'aube, mais Wauchope insista pour se rapprocher davantage des collines de Magersfontein avant de se déployer.

## La bataille

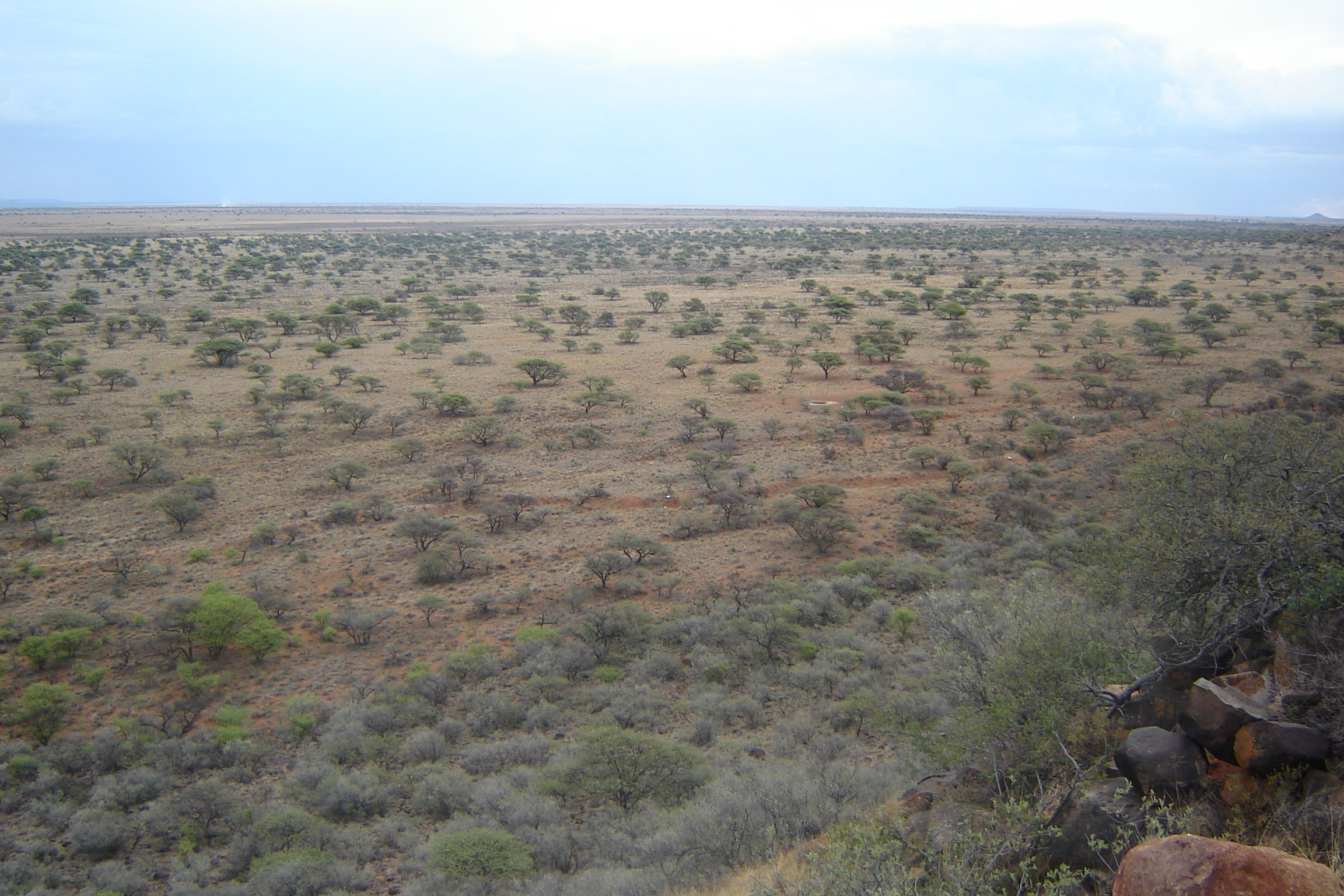
Le site de la bataille de nos jours, vue de la plaine de la colline vers le sud. Les tranchées boers restent visibles

Les Boers avaient repéré les Highlanders alors qu'ils se trouvaient à environ 900 mètres, mais se retinrent de faire feu. Finalement, lorsqu'ils se trouvèrent à environ 400 mètres des tranchées, Wauchope demanda à sa brigade de se déployer en formation de combat. C'est à ce moment que les Boers ouvrirent le feu.
La colonne de marche des anglais essuya un feu nourri alors que les hommes changeaient de formation, créant une grande confusion. Le général Wauchope fut tué lors des premières salves. Les soldats en pointe se débandèrent tandis que certains des Black Watch, conduisant la colonne, chargèrent les tranchées boers. En commençant l'ascension de la colline certains furent tués ou capturés par les Boers du général Cronje. Les autres se trouvèrent empêtrés dans les barbelés en face des tranchées boers et furent abattus sur place, comme tant d'autres plus tard au cours de la Première Guerre mondiale. Bloqués sous le feu provenant des tranchées boers, les bataillons d'Highlander durent se mettre à plat ventre toute la journée, endurant chaleur, soif et fourmis. Ce ne fut qu'une fois l'artillerie anglaise positionnée et entrée pleinement en action qu'une partie d'entre eux réussirent à se replier. Dans son récit de la bataille, Conan Doyle estime que 700 hommes tombèrent au cours des 5 premières minutes d'engagement.
Methuen reçut les renforts des régiments qui gardaient initialement le camp anglais près de la rivière Modder. Son artillerie continua à bombarder les collines mais rata les tranchées. La cavalerie du 1st Infantry Brigade tenta d'empêcher les Boers d'attaquer le flanc droit des Highlanders. Un corps de volontaires scandinaves de 70 hommes se battant avec les Boers occupait un avant-poste entre les deux positions surélevées des troupes de Cronje et De la Rey. Mais celui n'avait pas reçu les ordres de repli du général Kruger et se défendit vaillamment lors de la contre attaque des Highlanders Seaforth arrivés en renfort. Leur corps fut anéanti à l’exception de 7 survivants. Leur bravoure permis de protéger les collines où stationnait l'artillerie des Boers. Les Highlanders durent donc se retirer dans l'après-midi sous un feu nourri. L'artillerie boer ouvrit le feu sur eux alors qu'ils tentaient de se dégager de la zone exposée, ce qui causa davantage de confusion et de pertes, rendant impossible toute nouvelle contre-attaque. Se rendant compte de l'impact de leur sacrifice, Cronje écrivit ensuite dans une lettre à Kruger « Rendons grâce à Dieu et aux Scandinaves pour notre victoire »

## Après la bataille

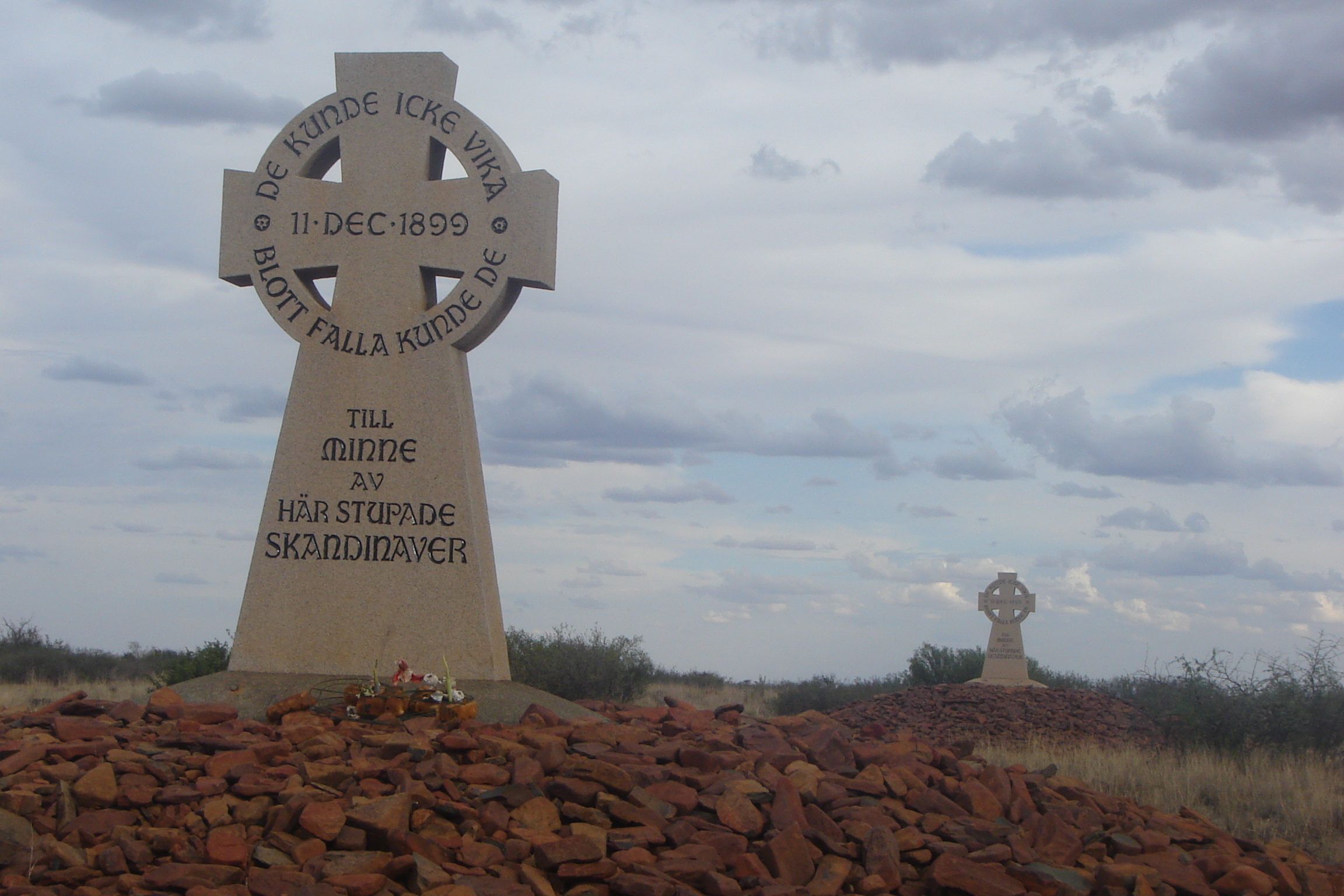
Le mémorial scandinave en l'honneur du corps de volontaires scandinaves qui combattit les Britanniques à Magersfontein.

La semaine du 10 au 17 décembre où les Britanniques furent également défaits sur d'autres fronts à la bataille de Colenso et celle de Stormberg fut connue en Angleterre sous le nom de « semaine noire ».
La défaite causa une grande consternation en Grande-Bretagne, en particulier en Écosse dont les pertes du régiment Highlander furent durement ressenties, et où Wauchope était populaire, connu en tant que candidat au Parlement. Methuen fit un discours à la Highland Brigade le lendemain de la bataille. Les highlanders qui se sentaient avoir été « menés à l'abattoir », prirent ses mots pour une insulte à leur courage et celui de Wauchope. Methuen fut effectivement mis de côté après la bataille, bien qu'il servît jusqu'à l'issue de la guerre.
Le général Lord Roberts, récemment nommé commandant en chef des troupes en Afrique du Sud, prit personnellement la direction du front, et à la tête d'armée renforcée de 25 000 hommes, il libéra Kimberley le 15 février et encercla les troupes en fuite de Cronje's. Celle-ci se rendirent à la bataille de Paardeberg.

### Source
- Goodbye Dolly Grey, Rayne Kruger, New English Library, 1964